# 사카파

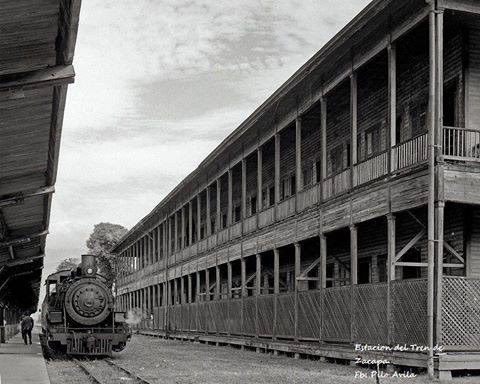

사카파(스페인어: Zacapa)는 과테말라의 도시로 사카파 주의 주도이며 면적은 517km2, 높이는 120m, 인구는 59,089명(2002년 기준)이다. 과테말라의 수도인 과테말라 시에서 147km 정도 떨어진 곳에 위치한다.